# Psara (Grécia)
Psara (em grego: Ψαρά, Psará, el, conhecido nos tempos antigos como Ψύρα/Ψυρίη, Psyra / Psyriē) é uma ilha grega no Mar Egeu  Juntamente com a pequena ilha de Antipsara (população 4), forma o município de Psara. Faz parte da unidade regional de Quios, que faz parte da região do Egeu Setentrional. A única cidade da ilha e sede do município também é chamada de Psara. 
Psara tinha 420 habitantes de acordo com o censo de 2021. Tem um pequeno porto que faz ligação com a ilha de Quios e outras partes da Grécia.
Na destruição de Psara, na ilha, milhares de gregos foram destruídas por tropas otomanas durante a Guerra da Independência da Grécia em 1824.

## Etimologia
A ilha era conhecida na antiguidade pelo nome "Psyra" ou "Psyria" ou "Psyria". O testemunho mais antigo conhecido é a Odisseia de Homero, onde ela é mencionada como Psíria, na história de Nestor, no episódio de "Nostus". Também é mencionada por Estrabão como "Psyra". Também é mencionado com o mesmo nome em uma obra do século XI (por Eustácio de Tessalônica, que traduziu para o grego a "Viagem ao Mundo" de Dionísio Periegeta) e lá ele observa "Psíria é uma ilha, a oitenta estádios de distância de Quios, com um porto de vinte ilhas, e também é chamada de Psira".

## História
Psara é habitada desde a civilização micênica, e seus habitantes dependem do mar para sobreviver, pois a ilha não tem árvores, é rochosa e tem poucos arbustos.
O Homero, Estrabão, Crátino, Suda e Estéfano de Bizâncio referiram-se à ilha como Psyra (em grego clássico: Ψυρά e Ψύρα)    e Psyrian (em grego clássico: Ψυρίαν).  A ilha tinha uma cidade também chamada Psyra. 
A única fonte de sustento dos ilhéus sempre foi a pesca, principalmente de lagostas-chinelo abundantes localmente, e o transporte marítimo, com algum desenvolvimento turístico nos últimos anos.
O provérbio antigo grego Psyra celebrando Dionisio (em grego clássico: Ψύρα τὸν Διόνυσον ἄγοντες)   originou-se do fato de que Psyra era uma ilha pobre e pequena que não podia produzir seu próprio vinho e era usado em referência a pessoas que estavam reclinadas em um simpósio, mas não bebiam.  Outro provérbio grego antigo: Você considera Esparta como Psyra (em grego clássico: Ψύρα τε τὴν Σπάρτην ἄγεις),  também expressou a pobreza da ilha.
Durante a Idade Média, Psara tinha uma população menor, que abandonou a ilha para Quios após a Queda de Constantinopla. Entre a segunda metade do século XIV e a segunda metade do século XV,  um pequeno grupo de albaneses estabeleceu-se na ilha e desenvolveu uma comunidade arvanita, mas foi rapidamente assimilada pela população grega local.     No século XVI, sob o domínio otomano, os psariotas que haviam partido anteriormente retornaram à sua a terra natal junto com outros colonos e estabeleceram um assentamento ao redor do forte de Paleocastro, que eles consertaram. Eles se voltaram para o comércio, acumulando grandes lucros. No início do século XIX, os Psariotas tinham a terceira maior frota comercial da Grécia, depois de Hidra e Spetses, com cerca de 45 navios. 

### Destruição

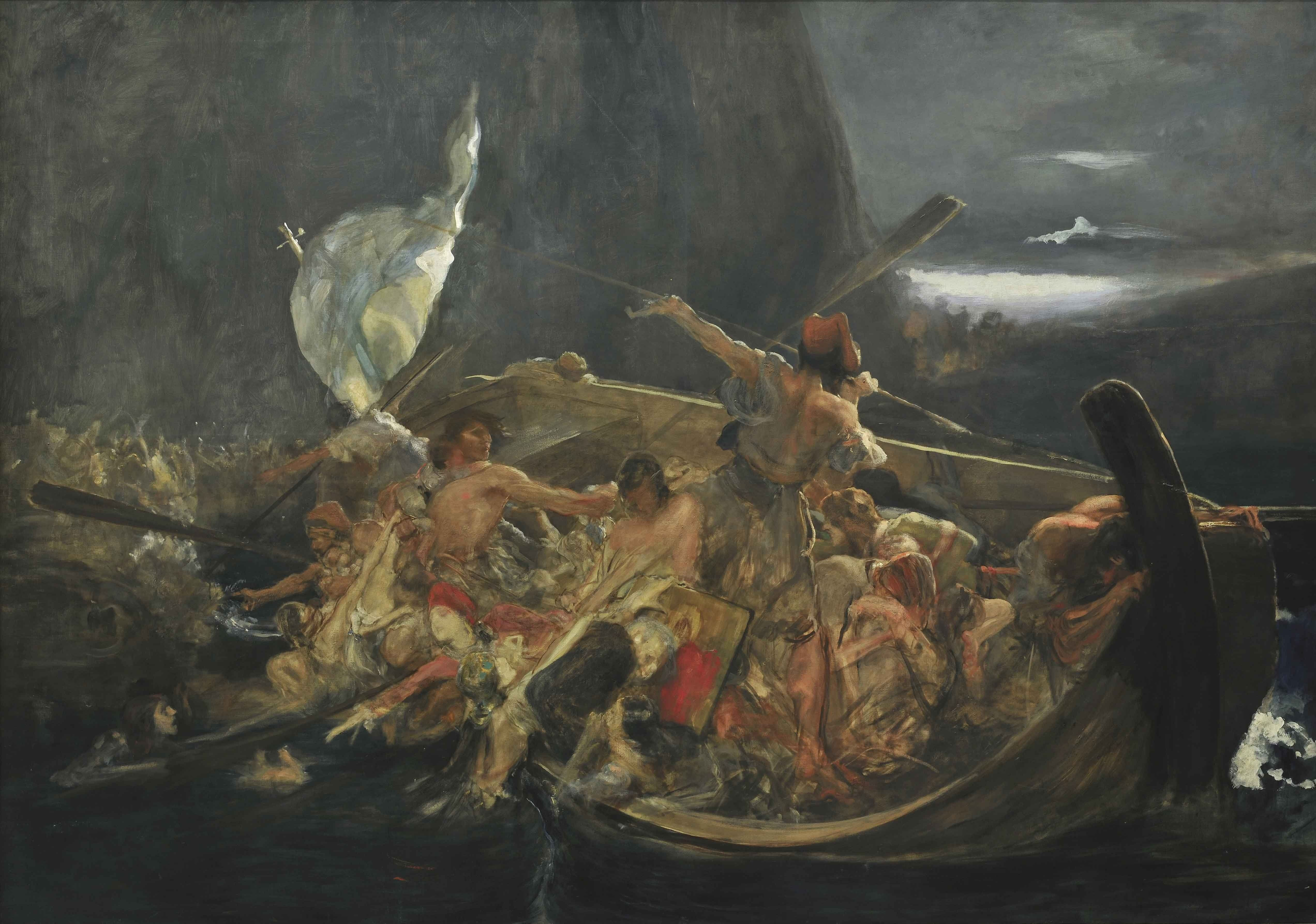
Após a destruição de Psara por Nikolaos Gyzis.

Psara se juntou-se à Guerra da Independência da Grécia em 10 de abril de 1821. O futuro primeiro-ministro de Konstantinos Kanáris, Dimitrios Papanikolis, Andreas Pipinos e Nikolis Apostolis se destacaram como líderes navais, usando brulotes para combater a mais poderosa Marinha Otomana. A população nativa de Psara, de 7,500 pessoas, foi ainda aumentada por 23,000 refugiados da Tessália, Macedónia, Quios, Moschonísia e Cidônias. 
Em 3 de julho de 1824, esta ilha foi invadida pelos turcos. A resistência dos psariotas terminou no dia seguinte com uma última resistência no antigo forte da cidade, Palaiokastro (nome alternativo Mavri Rachi). Centenas de soldados, mulheres e crianças, se refugiaram ali quando uma força otomana de 2,000 invadiu o forte. Os refugiados primeiro lançaram uma bandeira branca  com as palavras "Ἐλευθερία ἤ Θάνατος" ("Liberdade ou Morte" ). Então, no momento em que os turcos entraram no forte, o morador local Antonios Vratsanos acendeu um pavio no estoque de pólvora, em uma explosão que matou os habitantes da cidade junto com seus inimigos — permanecendo assim fiéis à sua bandeira até a morte. Um oficial francês que ouviu e viu a explosão comparou-a a uma erupção vulcânica do Vesúvio.
A parte da população conseguiu fugir da ilha, mas aqueles que não conseguiram foram vendidos como escravos ou mortos. Como resultado da invasão, milhares de gregos tiveram um destino trágico. A ilha estava deserta e os sobreviventes estavam espalhados pelo que hoje é o sul da Grécia. Theophilos Kairis, um padre e estudioso, acolheu muitas crianças órfãs e desenvolveu a famosa escola de Orphanotropheio de Theophilos Kairis. Psara permaneceu nas mãos dos otomanos até ser recapturada pela marinha da Grécia em 21 de outubro de 1912, durante a Primeira Guerra Balcânica.

## Geografia

Mapa topográfico das ilhas de Quios e Psara, situadas no Mar Egeu, na Grécia.

Psara fica 81 quilômetros (50 mi) a noroeste de Quios, 22 quilômetros (14 mi) do ponto noroeste da ilha de Chios e 150 quilômetros (93 mi) leste-nordeste de Atenas. O comprimento e a largura da ilha são cerca de 7 by 8 quilômetros (4 mi × 5 mi) e a área é 43 quilômetro quadrados (17 sq mi). O ponto mais alto da ilha é "Profitis Ilias" de 512 metros (1 680 pé). O município tem área total de 44,511 quilômetro quadrados (17,186 sq mi). 

Bandeira de Psara durante a Guerra da Independência Grega com as inscrições ΕΛΕΥΘΕΡΙΑ Η ΘΑΝΑΤΟΣ (LIBERDADE OU MORTE) e ΨΑ–ΡΑ (PSA–RA).

## População

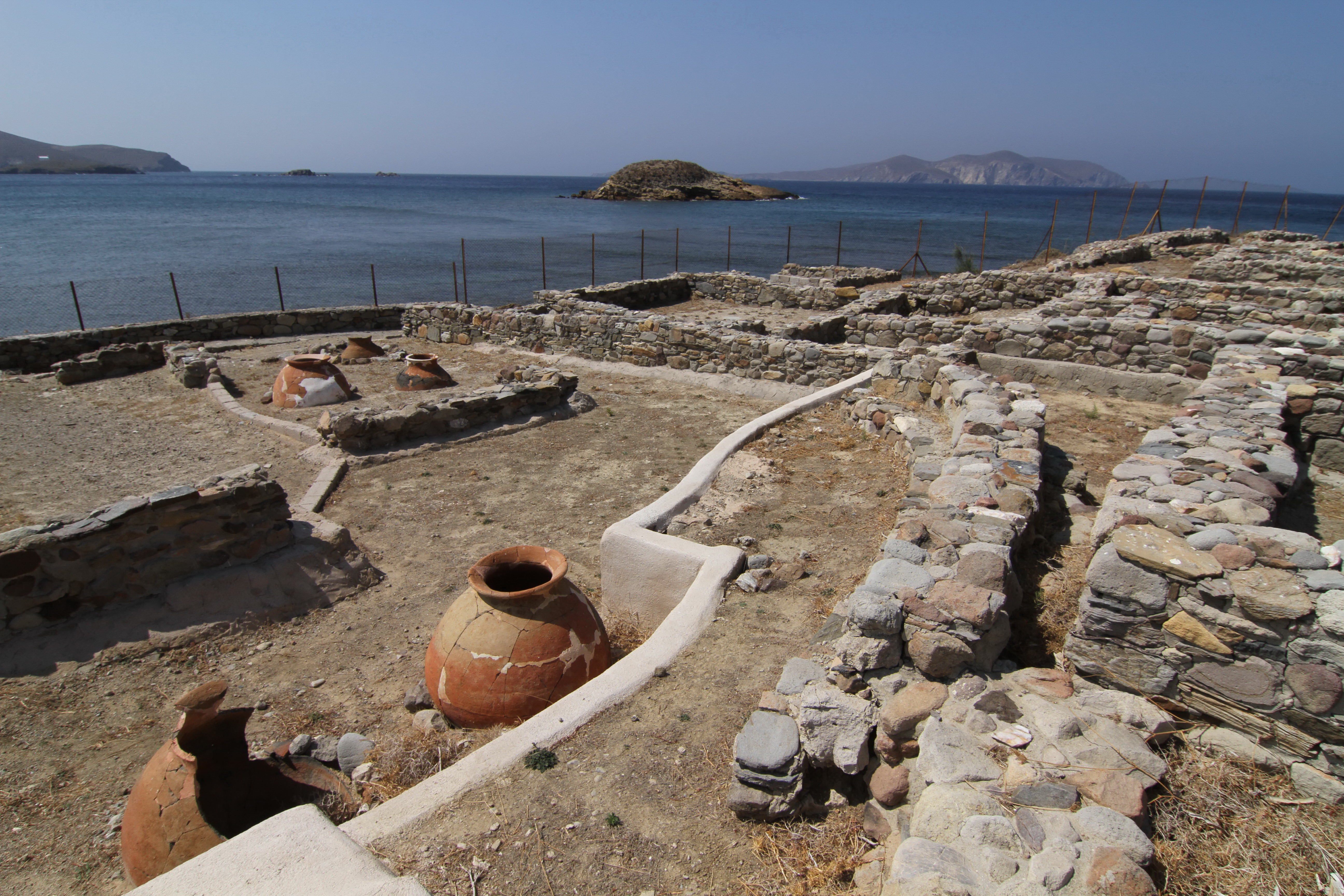
Sítio arqueológico Archontiki em Psara.

Há uma referência bibliográfica à população estimada de 7.000 habitantes em 1824, mas esse não é um número oficial. A tabela seguinte baseia-se nos anuários ELSTAT correspondentes à incorporação de Psara na Grécia (1913):
| Ano  | População | Diferença |
| ---- | --------- | --------- |
| 1824 | 7,000     |           |
| 1951 | 700       |           |
| 1961 | 576       | - 17,7%   |
| 1971 | 487       | - 15,5%   |
| 1981 | 460       | - 5,5%    |
| 1991 | 438       | - 4,8%    |
| 2001 | 422       | - 3,7%    |
| 2011 | 446       | + 5,7%    |
| 2021 | 420       | - 5,8%    |